# Pteropus hypomelanus
Pteropus hypomelanus е вид бозайник от семейство Плодоядни прилепи (Pteropodidae).

## Разпространение
Видът е разпространен във Виетнам, Индия, Индонезия, Малайзия, Малдиви, Мианмар, Папуа Нова Гвинея, Соломонови острови, Тайланд и Филипини.